# Fontaine-sous-Préaux
Fontaine-sous-Préaux é uma comuna francesa na região administrativa da Normandia, no departamento de Sena Marítimo. Estende-se por uma área de 3,51 km². Em 2010 a comuna tinha 539 habitantes (densidade: 153,6 hab./km²).